# NWHL 2017/18
Die Saison 2017/18 war die dritte Spielzeit der National Women’s Hockey League (NWHL), der höchsten Spielklasse im US-amerikanischen Fraueneishockey. Die Saison begann am 1. Oktober 2017 mit dem ersten Spiel der regulären Saison und endete am 25. März 2018 mit dem Finalspiel um den Isobel Cup. Diesen sicherten sich erstmals die Metropolitan Riveters im Finale gegen den Vorjahresmeister Buffalo Beauts. Insgesamt nahmen vier Mannschaften am Spielbetrieb teil.
Die New York Riverters spielten mit Beginn der Saison Anfang Oktober unter ihrem neuen Namen Metropolitan Riveters, nachdem sie im Vorjahr nach Newark im Bundesstaat New Jersey umgezogen und vor Saisonbeginn eine Partnerschaft mit den New Jersey Devils aus der National Hockey League eingegangen waren. Im Dezember 2017 wurden die Buffalo Beauts durch die Besitzer der Buffalo Sabres übernommen.
Aufgrund der Olympischen Winterspiele 2018 im südkoreanischen Pyeongchang verzichteten zahlreiche Topspielerinnen in dieser Spielzeit auf eine Teilnahme am Spielbetrieb und bereiteten sich stattdessen in Trainingslagern ihrer jeweiligen Landesverbände auf das bevorstehende Turnier vor. Zudem bestritt die russische Eishockeynationalmannschaft der Frauen im Oktober 2017 fünf Testspiele unter dem Namen Summit Series 2017 gegen die Mannschaften der Liga, die sie allesamt gewinnen konnte.

## Modus und Teilnehmer
Die vier Mannschaften – namentlich die Boston Pride, Buffalo Beauts, Connecticut Whale und Metropolitan Riveters – spielten zunächst eine Fünffachrunde gegen jeweils zwei Teams sowie eine Sechsfachrunde gegen eine der Mannschaften in der regulären Saison, so dass jedes Team 16 Spiele bestritt. Insgesamt wurden somit 32 Spiele im Saisonverlauf absolviert.
Aus der Rangfolge der regulären Saison ergab sich die Setzliste für die sich anschließenden Play-offs, in denen der Erstplatzierte auf den Viertplatzierten der Tabelle traf. Die weitere Serie bestritten der Zweit- und Drittplatzierte. Die Play-offs trugen die Teams wie im letzten Jahr in einer K.O.-Runde aus.

## NWHL Draft
Der dritte Entry Draft der NWHL fand am 17. August 2017 – wie im Vorjahr auch – in Brooklyn statt. Die Reihenfolge des Drafts war dabei durch das Ergebnis der regulären Saison des Vorjahres festgelegt. Die Connecticut Whale besaßen als punktschlechtestes Team der Vorsaison das erste Wahlrecht, hatten dieses aber in einem vorherigen Transfergeschäft an die Boston Pride abgegeben. Diese wählten an der ersten Gesamtstelle die US-amerikanische Torhüterin Kaitlin Burt vom Boston College aus. Insgesamt wurden erneut in fünf Runden insgesamt 20 Spielerinnen gedraftet.

### Top-5-Picks
| #  | Spielerin         | Nationalität       | Pos | NWHL-Team                            | Collegeteam                    |
| -- | ----------------- | ------------------ | --- | ------------------------------------ | ------------------------------ |
| 1. | Kaitlin Burt      | Vereinigte Staaten | G   | Boston Pride (von Connecticut Whale) | Boston College (Hockey East)   |
| 2. | Kennedy Marchment | Kanada             | F   | Buffalo Beauts                       | St. Lawrence University (ECAC) |
| 3. | Taylar Cianfarano | Vereinigte Staaten | F   | New York Riveters                    | Quinnipiac University (ECAC)   |
| 4. | Kenzie Kent       | Vereinigte Staaten | F   | Boston Pride                         | Boston College (Hockey East)   |
| 5. | Samantha Brown    | Vereinigte Staaten | F   | Connecticut Whale                    | Brown University (ECAC)        |

## Reguläre Saison
In der regulären Saison, die zwischen dem 1. Oktober 2017 und dem 10. März 2018 ausgespielt wurde, sicherten sich die Metropolitan Riveters den ersten Platz mit zwei Punkten Vorsprung auf die Buffalo Beauts, den Meister der Vorsaison.
| Pl. |                       | Sp | S  | N  | OTN | Tore  | Punkte |
| --- | --------------------- | -- | -- | -- | --- | ----- | ------ |
| 1.  | Metropolitan Riveters | 16 | 13 | 3  | 0   | 64:30 | 26     |
| 2.  | Buffalo Beauts        | 16 | 12 | 4  | 0   | 51:41 | 24     |
| 3.  | Boston Pride          | 16 | 4  | 8  | 4   | 33:48 | 12     |
| 4.  | Connecticut Whale     | 16 | 3  | 11 | 2   | 26:55 | 8      |

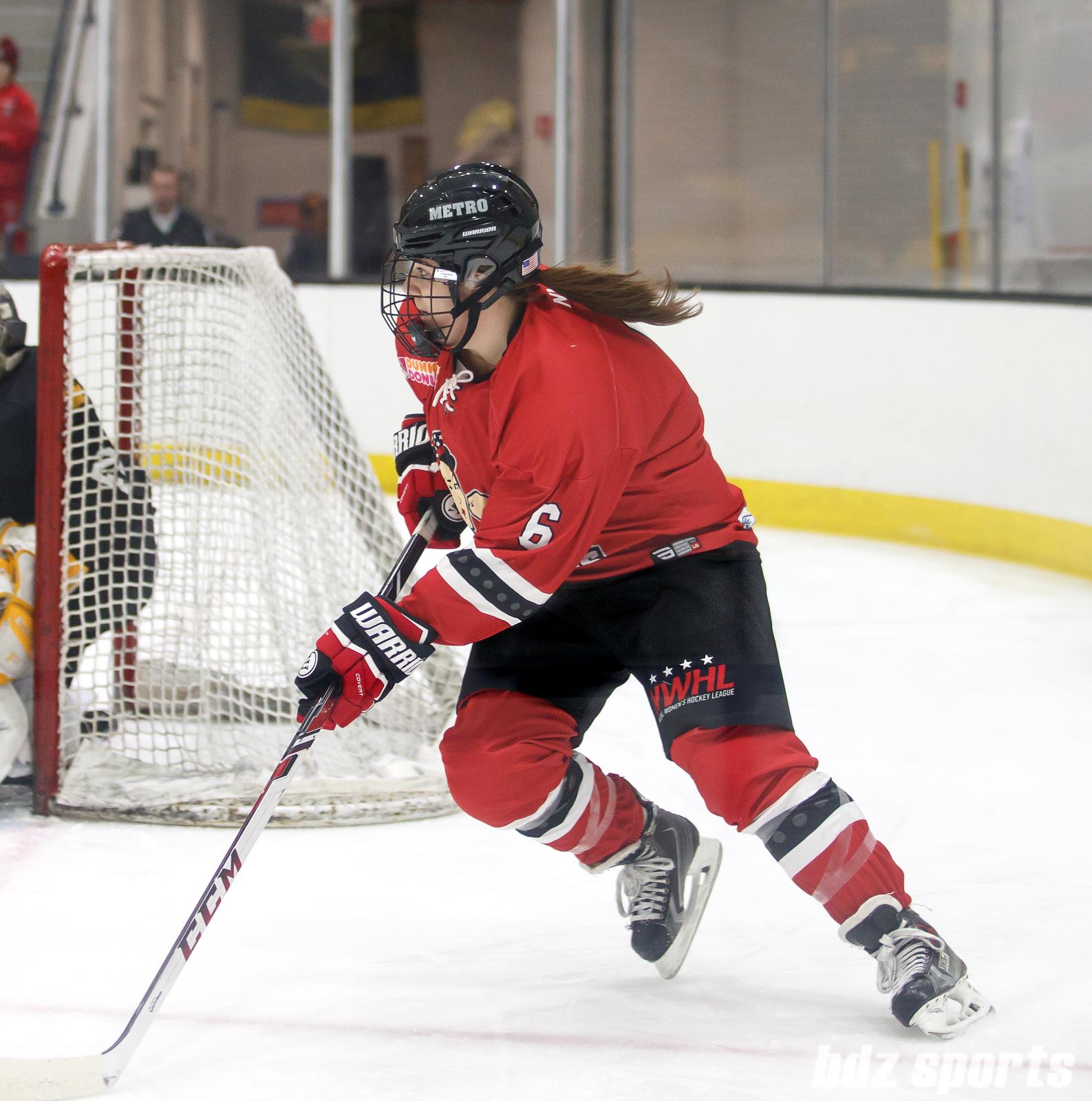
Courtney Burke von den Metropolitan Riveters war zweitbeste Scorerin der regulären Saison

Abkürzungen: Sp = Spiele, S = Siege, N = Niederlagen, OTN = Niederlage nach Overtime bzw. Shootout

Erläuterungen:  = Divisionssieger

### Beste Scorerinnen
Abkürzungen: Sp = Spiele, T = Tore, V = Assists, Pkt = Punkte, SM = Strafminuten; Fett: Saisonbestwert
| Spielerin      | Team                  | Sp | T  | V  | Pkt | SM |
| -------------- | --------------------- | -- | -- | -- | --- | -- |
| Alexa Gruschow | Metropolitan Riveters | 16 | 9  | 13 | 22  | 26 |
| Courtney Burke | Metropolitan Riveters | 16 | 2  | 17 | 19  | 12 |
| Madison Packer | Metropolitan Riveters | 12 | 10 | 8  | 18  | 12 |
| Rebecca Russo  | Metropolitan Riveters | 16 | 9  | 8  | 17  | 0  |
| Jenny Ryan     | Metropolitan Riveters | 16 | 3  | 13 | 16  | 10 |

## Isobel-Cup-Playoffs
Die Playoffs um den Isobel Cup begannen am 17. März 2018 mit den beiden Halbfinalspielen. Daraufhin folgten am 25. März das Finalspiel um den Isobel Cup, das die Metropolitan Riveters gegen die Buffalo Beauts gewannen.

|  | Halbfinale | Halbfinale            | Halbfinale |  |  | Finale | Finale                | Finale |
|  |            |                       |            |  |  |        |                       |        |
|  |            |                       |            |  |  |        |                       |        |
|  | 1          | Metropolitan Riveters | 5          |  |  |        |                       |        |
|  | 4          | Connecticut Whale     | 0          |  |  |        |                       |        |
|  |            |                       |            |  |  | 1      | Metropolitan Riveters | 1      |
|  |            |                       |            |  |  | 2      | Buffalo Beauts        | 0      |
|  | 2          | Buffalo Beauts        | 3          |  |  |        |                       |        |
|  | 3          | Boston Pride          | 2          |  |  |        |                       |        |
|  |            |                       |            |  |  |        |                       |        |

### Halbfinale
| 17. März 2018 17:30 Uhr (Ortszeit) | Buffalo Beauts S. Edney (10:53) C. Buie (45:42) S. Casorso (61:21) | 3:2 n. V. (1:1, 0:1, 1:0, 1:0) Spielbericht | Boston Pride H. Schwarz (12:55) M. Parker (29:36) | HarborCenter, Buffalo Zuschauer: k. A. |

| 18. März 2018 19:00 Uhr | Metropolitan Riveters R. Russo (1:04) E. Lawler (33:32) M. Packer (50:18) B. Ketchum (53:41) K. Nash (54:13) | 5:0 (1:0, 1:0, 3:0) Spielbericht | Connecticut Whale | Barnabas Health Hockey House, Newark Zuschauer: k. A. |

### Finale
| 25. März 2018 15:00 Uhr | Metropolitan Riveters A. Gruschow (5:33) | 1:0 (1:0, 0:0, 0:0) Spielbericht | Buffalo Beauts | Barnabas Health Hockey House, Newark Zuschauer: k. A. |

### Beste Scorerinnen
Abkürzungen: Sp = Spiele, T = Tore, V = Assists, Pkt = Punkte, SM = Strafminuten; Fett: Playoffbestwert
| Spielerin       | Team                  | Sp | T | V | Pkt | SM |
| --------------- | --------------------- | -- | - | - | --- | -- |
| Erika Lawler    | Metropolitan Riveters | 2  | 1 | 2 | 3   | 0  |
| Madison Packer  | Metropolitan Riveters | 2  | 1 | 2 | 3   | 4  |
| Mary Parker     | Boston Pride          | 1  | 0 | 2 | 2   | 0  |
| Heather Schwarz | Boston Pride          | 1  | 0 | 2 | 2   | 0  |
| Sarah Edney     | Buffalo Beauts        | 2  | 1 | 1 | 2   | 0  |
| Rebecca Russo   | Metropolitan Riveters | 2  | 1 | 1 | 2   | 0  |

### Isobel-Cup-Sieger
| Isobel-Cup-Sieger Metropolitan Riveters | Torhüterinnen: Katie Fitzgerald, Kimberly Sass Verteidigerinnen: Courtney Burke, Kiira Dosdall, Ashley Johnston, Kelsey Koelzer, Rebecca Morse, Michelle Picard, Jenny Ryan Angreiferinnen: Harrison Browne, Miye D’Oench, Alexa Gruschow, Bray Ketchum, Erika Lawler, Kelly Nash, Madison Packer, Tatiana Rafter, Rebecca Russo Cheftrainer: Chad Wiseman |

## NWHL All-Star-Game
Das dritte All-Star-Game der NWHL fand am 11. Februar 2018 im TRIA Rink in Saint Paul statt. Die Begegnung wurde über zwei Halbzeiten à 25 Minuten absolviert. Zudem gab es eine Skills Competition.
Die Teams wurden anhand eines Fantasy Drafts durch die Spielerinnen Amanda Leveille und Brittany Ott zusammengestellt.
Folgende Spielerinnen wurden für die jeweiligen Teams ausgewählt:
- Team Leveille: Kelly Babstock, Lexi Bender, Jordyn Burns, Lisa Chesson, Sarah Edney, Sam Faber, Katie Fitzgerald, Kelsey Koelzer, Kristin Lewicki, Meagan Mangene, Rebecca Russo, Kate Schipper, Rebecca Vint
- Team Ott: Amanda Boulier, Corinne Buie, Courtney Burke, Jillian Dempsey, Emily Field, Alyssa Gagliardi, Alexa Gruschow, Sadie Lundquist, Michelle Picard, Sydney Rossman, Jenny Ryan, Hayley Scamurra, Jordan Smelker

Inklusive der Kapitäninnen bestand somit jedes Team aus 14 Spielerinnen. Als Trainerin der beiden Teams fungierten die beiden ehemaligen US-amerikanischen Nationalspielerinnen Tricia Dunn-Luoma und Windy Brodt-Brown.
Das Team Ott besiegte das Team Leveille nach 50 Spielminuten mit 8:6. Als wertvollste Spielerinnen wurden Kelsey Koelzer, die vier Tore erzielte, und Hayley Scamurra, der ein Hattrick gelang, ausgezeichnet.

## Auszeichnungen

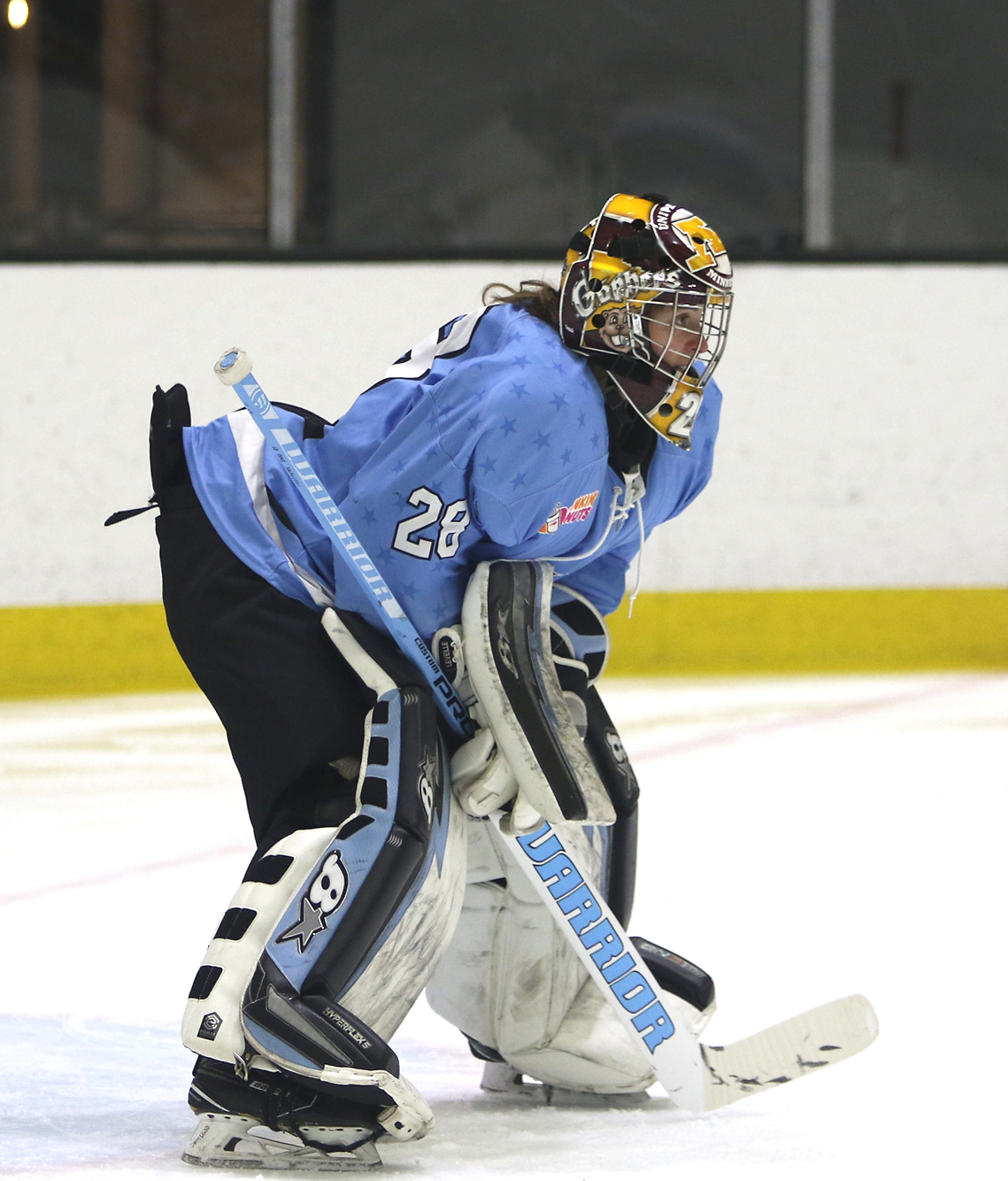
Amanda Leveille wurde zur besten Torhüterin der Saison gewählt

| Auszeichnung                       | Spielerin          | Team                  |
| ---------------------------------- | ------------------ | --------------------- |
| Wertvollste Spielerin              | Alexa Gruschow     | Metropolitan Riveters |
| Denna Laing Perseverance Award     | Jillian Dempsey    | Boston Pride          |
| Foundation Award                   | Rachael Ade        | Connecticut Whale     |
| Foundation Award                   | Lexi Bender        | Boston Pride          |
| Foundation Award                   | Jacquie Greco      | Buffalo Beauts        |
| Foundation Award                   | Michelle Picard    | New York Riveters     |
| Fans’ Three Stars of the Season    | Sophia Agostinelli | Connecticut Whale     |
| Fans’ Three Stars of the Season    | Harrison Browne    | Metropolitan Riveters |
| Fans’ Three Stars of the Season    | Hayley Scamurra    | Buffalo Beauts        |
| Defensive Player of the Year       | Courtney Burke     | Metropolitan Riveters |
| Goaltender of the Year             | Amanda Leveille    | Buffalo Beauts        |
| Rookie of the Year                 | Hayley Scamurra    | Buffalo Beauts        |
| Leading Scorer Award               | Alexa Gruschow     | Metropolitan Riveters |
| Wertvollste Spielerin der Playoffs | Katie Fitzgerald   | Metropolitan Riveters |